# Josef Ignaz Amiet
Josef Ignaz Amiet, auch Joseph Ignaz (* 1. Februar 1827 in Solothurn; † 28. Mai 1895 ebenda), war ein Schweizer Historiker, Staatsschreiber und Staatsarchivar.
Amiet, der sein Geschichtsstudium an der Universität Bern 1848 aus finanziellen Gründen abbrechen musste und danach in Staatsarchiven tätig war, veröffentlichte zahlreiche Arbeiten zur Geschichte der Schweiz mit Schwerpunkt auf dem Kanton Solothurn. Neben Friedrich Fiala und Jakob Amiet gehörte er zu den wichtigsten Exponenten des «Geschichtsforschenden Vereins des Kantons Solothurn» (heute Historischer Verein des Kantons Solothurn). Von 1857 bis 1874 war Amiet Sekretär der «Allgemeinen Geschichtsforschenden Gesellschaft der Schweiz», heute Schweizerische Gesellschaft für Geschichte. Von 1861 bis zu seinem Todesjahr 1895 war er Staatsschreiber und Staatsarchivar in Solothurn.
Josef Ignaz Amiet war der Vater des Kunstmalers Cuno Amiet (1868–1961).

## Werke (Auswahl)
- Geschichte des Lorenz Arregger von Solothurn, Sklave in Algier. Stämpfli, Bern 1874 (Sonderdruck aus: Illustrirte Schweiz.).
  - Spätere Ausgaben: Verlag A. Bollmann, Bern 1909 und 1920.
- Die französischen und lombardischen Geldwucherer des Mittelalters namentlich in der Schweiz. In: Jahrbuch für Schweiz. Geschichte. Band 1–2. S. Höhr, Zürich 1877.
- Solothurn im Bunde der Eidgenossen. Zepfel, Solothurn 1881.